# Аранзас Пас (Тексас)
Аранзас Пас (енгл. Aransas Pass) град је у америчкој савезној држави Тексас. По попису становништва из 2010. у њему је живело 8.204 становника.

## Демографија
Према попису становништва из 2010. у граду је живело 8.204 становника, што је 66 (0,8%) становника више него 2000. године.
| Група             | 2000.         | 2010.         |
| Белци             | 4.590 (56,4%) | 4.472 (54,5%) |
| Афроамериканци    | 280 (3,4%)    | 251 (3,1%)    |
| Азијати           | 37 (0,5%)     | 79 (1,0%)     |
| Хиспаноамериканци | 3.068 (37,7%) | 3.278 (40,0%) |
| Укупно            | 8.138         | 8.204         |